# Нада Зекманова Јакимова
Нада Зекманова Јакимова (Скопље, 2. јун 1917) македонска је песникиња за децу.

## Биографија
Нада Зекимова Јакимова рођена је у Скопљу 2. јуна 1917. године. Дипломирала је на Учитељском факултету у Скопљу, а животни век провела радећи као педагог. Члан је ДМП-а од 1972. године. Пише прозу за децу и аутор је бројних дечјих књига.

## Дела
- Лет на Марс (приче, 1972)
- Пролећне приче (приче, 1975)
- Нови наставник (приче, 1981)
- Очаравајући осмех (приче, 1983)